# Lã Ngọc Châu
Lã Ngọc Châu (sinh năm 1926) là một sĩ quan cấp cao trong Quân đội nhân dân Việt Nam, hàm Thiếu tướng, nguyên Phó Chính ủy Quân đoàn 3, Phó Hiệu trưởng về Chính trị Trường Sĩ quan Lục quân 1.

## Thân thế và sự nghiệp
Ông quê ở xã Khánh Cư, huyện Yên Khánh, tỉnh Ninh Bình.
Sau khi Cách mạng tháng 8 thành công, ông được cử tham gia vào Ủy ban hành chính xã Khánh Cư cho đến khi nhập ngũ (8.1946).
Năm 1948, là chính trị viên Trung đội trinh sát trực thuộc Tiểu đoàn 171.
Năm 1949, là cán sự Chính trị Đại đội 180, Tiểu đoàn 171.
Tháng 12 năm 1949, ông giữ chức vụ Chính trị viên Đại đội 131, Trung đoàn 66.
Tháng 8 năm 1952, là Chính trị viên phó Tiểu đoàn Nguyễn Huệ, Trung đoàn 66, Đại đoàn 304.
Đến tháng 12 năm 1953, ông là Trợ lý tuyên huấn Trung đoàn 9, Đại đoàn 304.
Từ tháng 3 năm 1954 đến tháng 8 năm 1955, ông giữ chức vụ Chính trị viên Tiểu đoàn 9, Trung đoàn 9, Đại đoàn 304.
Từ tháng 9 năm 1956 đến tháng 1 năm 1957, ông giữ các chức vụ: Chính trị viên Công trường sư đoàn, Chính trị viên Tiểu đoàn HL thuộc Sư đoàn 304.
Từ tháng 3 năm 1961 đến tháng 2 năm 1962, ông được cử đi học tại Trường chính trị trung cao khóa 4.
Từ tháng 3 năm 1962 đến tháng 12 năm 1963, ông được đề bạt giữ chức vụ Phó Chính ủy Trung đoàn 66, Sư đoàn 304.
Từ tháng 1 năm 1964 đến tháng 10 năm 1967, ông là Chính ủy Trung đoàn 66 Sư đoàn 304.
Từ tháng 11 năm 1967 đến năm 1968, ông là Phó Chủ nhiệm rồi Chủ nhiệm Chính trị Sư đoàn 1 thuộc Mặt trận Tây Nguyên.
Từ năm 1969 đến tháng 4 năm 1970, là Phó Chủ nhiệm Hậu cần Mặt trận Tây Nguyên.
Từ tháng 4 năm 1970 đến 1971, ông là Phó Chủ nhiệm Chính trị Mặt trận Tây Nguyên.
Từ tháng 9 năm 1972, giữ chức vụ Phó Chính ủy Sư đoàn 10, Mặt trận Tây Nguyên sau thuộc Quân đoàn 3, tham gia Chiến dịch Hồ Chí Minh lịch sử.
Từ năm 1976 đến tháng 6 năm 1978, ông là Chủ nhiệm Chính trị Quân đoàn 3
Từ tháng 7 năm 1978 đến tháng 11 năm 1978, ông giữ chức vụ Phó Chính ủy Quân đoàn 3.
Từ tháng 12 năm 1978 đến tháng 7 năm 1980, là Phó Chính ủy Trường Sĩ quan Lục quân 1
Sau khi Quân đội bỏ chế độ Chính trị viên, Chính ủy, từ tháng 8 năm 1980 đến tháng 9 năm 1983, ông là Phó Hiệu trưởng về Chính trị Trường Sĩ quan Lục quân 1
Từ tháng 10 năm 1983 đến tháng 10 năm 1987, ông lại giữ chức Chủ nhiệm Chính trị Trường Sĩ quan Lục quân 1
Ông được nhà nước cho nghỉ hưu tháng 1 năm 1988.
Thiếu tướng (12.1984)

## Khen thưởng
Huân chương Độc lập hạng 3
Huân chương Quân công hạng Nhì
Huân chương Chiến thắng hạng Nhì
Huân chương Chiến công (hạng Nhất, Nhì, Ba)
Huân chương Chiến sĩ vẻ vang (hạng Nhất, Nhì, Ba)
Huân chương Chiến sĩ giải phóng (hạng Nhất, Nhì, Ba)
Huy chương Quân kỳ quyết thắng